# DDR-Meisterschaften im Boxen
Die DDR-Meisterschaften im Boxen waren die wichtigsten Box-Meisterschaften der DDR und wurden von 1949 bis 1989 regelmäßig jährlich ausgetragen.